# Benthocometes
Benthocometes is een geslacht van straalvinnige vissen uit de familie van naaldvissen (Ophidiidae). Het geslacht is voor het eerst wetenschappelijk beschreven in 1896 door Goode & Bean.

## Soorten
- Benthocometes robustus (Goode & Bean, 1886)
- Benthocometes australiensis Nielsen, 2010